# Homer C. Parker
Homer Cling Parker (* 25. September 1885 in Baxley, Appling County, Georgia; † 22. Juni 1946 in Atlanta, Georgia) war ein US-amerikanischer Politiker. Zwischen 1931 und 1935 vertrat er den Bundesstaat Georgia im US-Repräsentantenhaus.

## Werdegang
Homer Parker besuchte die öffentlichen Schulen seiner Heimat und danach bis 1904 die Statesboro High School. Danach studierte er bis 1908 an der Mercer University in Macon. Nach einem späteren Jurastudium und seiner Zulassung als Rechtsanwalt begann er in seinem neuen Beruf zu arbeiten. Während des Ersten Weltkrieges diente er ab 1917 in der US Army. Bis 1922 blieb er im Militärdienst. Zwischen 1924 und 1924 amtierte Parker als Bürgermeister der Stadt Statesboro. Von 1927 bis 1931 war er als Adjutant General Kommandeur der Nationalgarde von Georgia.
Politisch war Parker Mitglied der Demokratischen Partei. Nach dem Tod des Abgeordneten Charles Gordon Edwards wurde er bei der fälligen Nachwahl für den ersten Sitz von Georgia als dessen Nachfolger in das US-Repräsentantenhaus in Washington, D.C. gewählt, wo er am 9. September 1931 sein neues Mandat antrat. Nach einer Wiederwahl bei den regulären Wahlen des Jahres 1932 konnte er bis zum 3. Januar 1935 im Kongress verbleiben. In dieser Zeit wurden dort die ersten New-Deal-Gesetze der Bundesregierung unter Präsident Franklin D. Roosevelt verabschiedet. Im Jahr 1933 traten der 20. und der 21. Verfassungszusatz in Kraft. Dabei ging es um die Verlegung des Beginns der Legislaturperioden des Kongresses bzw. den der Amtszeiten des Präsidenten von März auf Januar sowie um die Aufhebung des 18. Zusatzartikels aus dem Jahr 1919. Dadurch wurde der Handel mit alkoholischen Getränken wieder erlaubt. Zwischen 1933 und 1935 war Homer Parker Vorsitzender eines Wahlausschusses (Committee on Elections No. 1).
Im Jahr 1934 wurde Parker von seiner Partei nicht zur Wiederwahl nominiert. Zwischen 1936 und 1937 sowie seit 1940 bis zu seinem Tod war er Leiter des staatlichen Rechnungshofes (Comptroller General) von Georgia. Homer Parker starb am 22. Juni 1946 in Atlanta und wurde in Statesboro beigesetzt.